# Virgen de la Vega (Haro)
La Virgen de la Vega es el nombre por el que se conoce a la imagen de una Virgen María venerada en la ciudad de Haro, en La Rioja (España), cuya procedencia se ha situado tradicionalmente en Granada. Es la patrona de la ciudad y su festividad se celebra el 8 de septiembre (fiesta de la Natividad de María), curiosamente el mismo día que celebran en Salamanca y Villoria la festividad de otras vírgenes del mismo nombre. Se le honra culto en la basílica de Nuestra Señora de la Vega.

## Historia
Una leyenda documentada por el Padre Anguiano en su libro del año 1701 titulado Compendio historial de la provincia de La Rioja cuenta que un grupo de cristianos naturales de La Rioja, huían desde la Vega de Granada por la entrada de los musulmanes en la península, tras la Batalla de Guadalete en el 711, portando la imagen de la virgen hasta las orillas del río Ebro, cercanas al actual Haro.
En 1063 aparece nombrada la iglesia de "Santa María de Abeka" (actual Basílica de Nuestra Señora de la Vega) en una escritura de Sancho el de Peñalén. 

"illam ecclesiam quae dicitur Sancra Maria de Abeka"

 Como esta tenía ya propiedades y era parroquia, es de suponer que la llegada de la imagen de la Virgen de la Vega a la villa, fuese bastante anterior, pocos años después de la conquista de 923.
En 1388 Alvar López de Puelles, vecino de Haro, fundó una capellanía para la Vega.
En 1424 pasó por Haro Blanca I de Navarra, la esposa del rey Juan el Grande, con su hijo Carlos. Estuvieron en la villa del 8 al 12 de septiembre, lo que hace pensar que en aquella época se celebrase ya en Haro la festividad de la Virgen de la Vega.
En 1566 se sacó a la Virgen de la Vega en rogativa, probablemente para pedir que la epidemia de peste evitase la villa.
Según José Monroy, la Cofradía de Nuestra Señora de la Vega fue fundada en el año 1552. A ciencia cierta se sabe que existía antes de 1641.

## Imagen actual

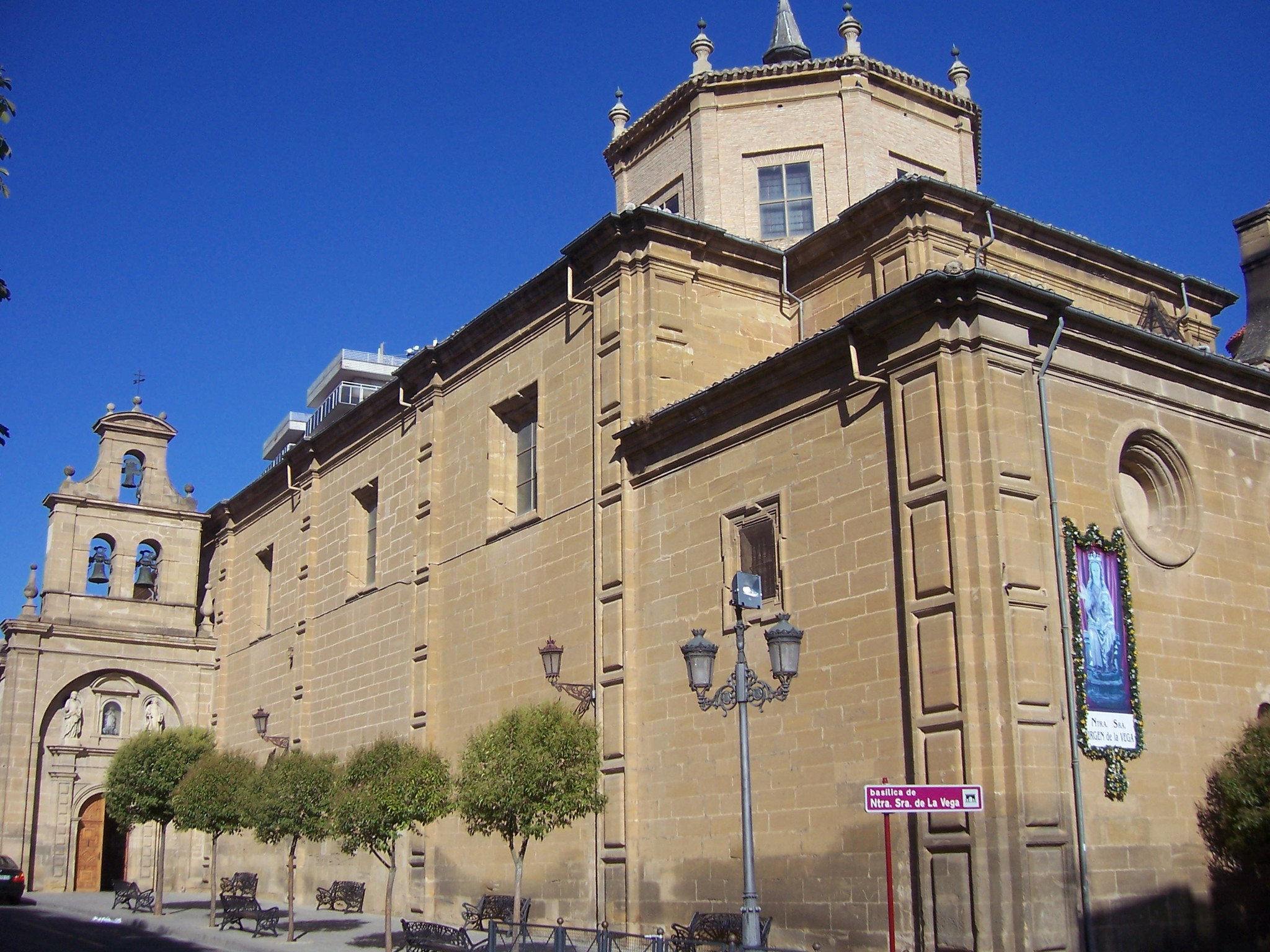
Basílica de Nuestra Señora de la Vega.

La imagen de la Virgen de la Vega, de estilo gótico, mide 1,30 m, está realizada en madera y datada en el siglo XIV. 
Responde al tipo de virgen sedente, con el niño en sus rodillas y un fruto en la mano diestra. Este fruto parece que originalmente era una manzana, que posteriormente fue recubierta para parecer una granada, por la intervención de Pedro Fernández III de Velasco y sus seguidores jarreros en la toma de Granada en 1492. Interpretación que confirman los emblemas de Castilla, León y Granada al pie del trono.
En esa misma mano sostiene unas espigas de trigo, por el hecho prodigioso atribuido a la Virgen, de haber convertido la cebada en trigo para pagar las deudas de una familia necesitada.

## Milagros
Se la atribuyen varios prodigios, entre los cuales el más conocido es el de la conversión de cebada a trigo.

### Conversión de cebada a trigo
Sobre 1661 una mujer de Haro viuda, sembró unas tierras que tenía arrendadas a cambio de trigo. Al cosechar recogió mucha cebada, pero poco trigo, con el que no tenía para pagar la renta. Era muy devota de la virgen y se encomendó a ella, poniéndose de rodillas hacia su santa casa de la Vega, haciéndole una súplica. Apenas terminó su plegaria, la cebada se convirtió en trigo, pudiendo pagar su deuda y teniendo para sembrar el año siguiente. Este trigo se siguió sembrando, pero su espiga y su hechura por fuera parecía de cebada. Cada año el día de la virgen se reparten espigas bendecidas.

## Actos

### Presentación de los recién nacidos
El 2 de febrero (Fiesta de la Candelaria) se realiza, organizado por la Cofradía de Nuestra Señora de la Vega, la presentación de los niños a la Patrona de la ciudad. Habitualmente participan los niños nacidos el año anterior (aunque no exclusivamente), siendo pasados por el manto de la Virgen y nombrados aspirantes a cofrades.

### Preparación de la festividad de la virgen
Del 29 de agosto al 6 de septiembre se realiza en la basílica una novena en honor de la virgen. El día 7 se celebran solemnes vísperas y salve.

### Festividad de la virgen
El 8 de septiembre se celebra el día de la virgen de la Vega. 
La jornada se inicia con la celebración de una misa solemne a las 10 de la mañana, tras la cual se realiza una multitudinaria ofrenda de flores y del primer mosto de la temporada, además de recitar los piropos ganadores del concurso de la cofradía (cfr. infra).
Por la tarde se realiza un rosario de faroles, seguido del reparto de espigas de trigo bendecidas.

#### Concurso de piropos
Es un certamen literario popular que se realiza anualmente desde 1973 con objeto de exaltar la figura de la Virgen. Previamente el ayuntamiento ya organizaba desde 1969, cada 7 de septiembre en el Teatro Bretón de los Herreros el concurso del "pregón de fiestas y exaltación de los valores de la ciudad de Haro", que premiaba trabajos literarios bajo los temas "Haro (poema libre)", "Haro y su Virgen de la Vega" y "Haro y sus vinos". Estos temas fueron fusionados en 1973 bajo uno único denominado "Haro y sus valores: Su Virgen de la Vega, su historia, sus Vinos etc.", quedando así la posibilidad de que la cofradía de la Virgen de la Vega realizase un concurso más específico y popular, sin chocar con otros.
Al concurso se presentan piropos, coplas y sonetos, en las categorías normal, juvenil e infantil y los trabajos ganadores se leen y premian en los actos realizados durante la mañana del día de la Virgen.

#### Procesión del rosario de faroles

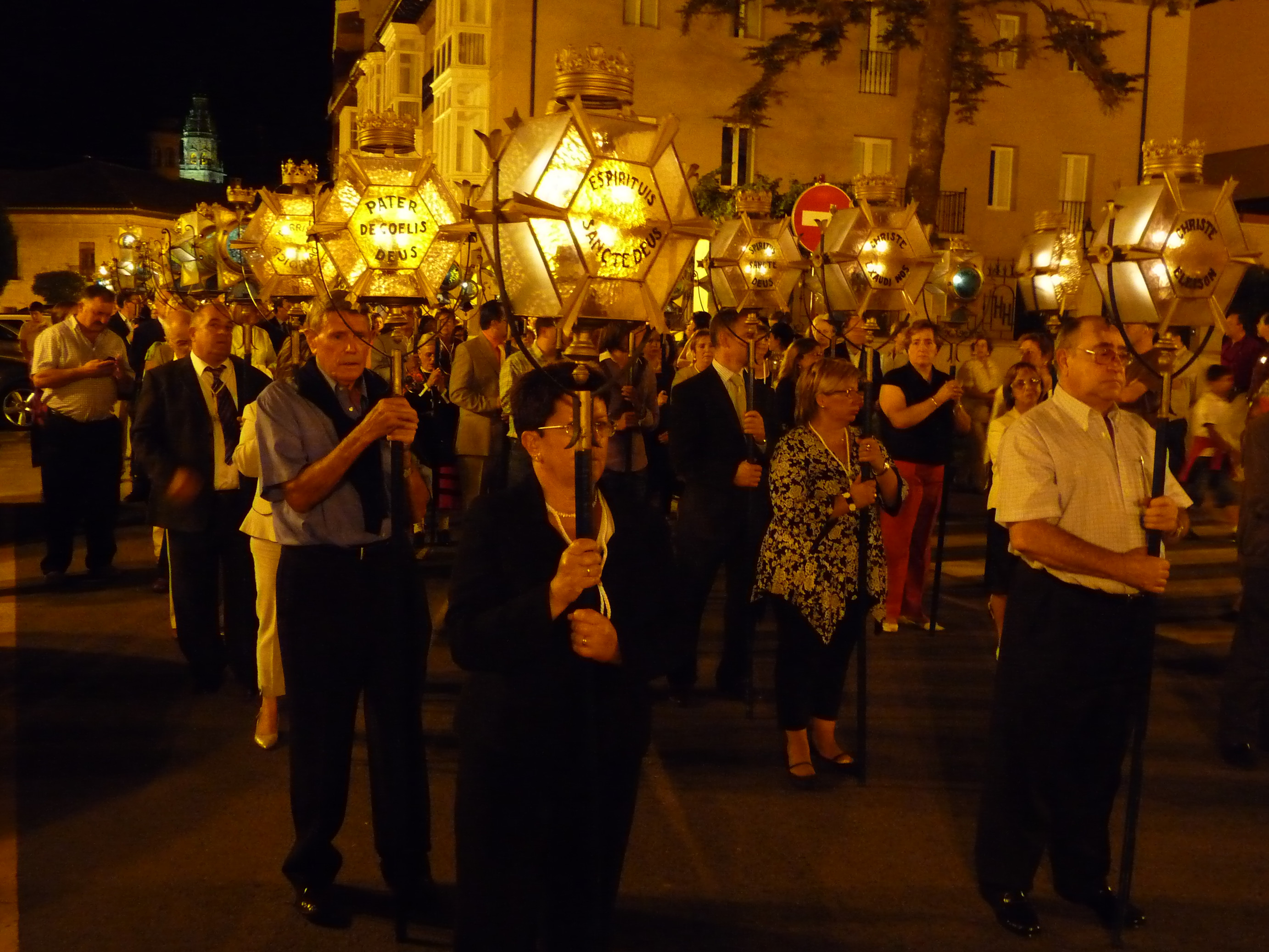
Procesión del Rosario de Faroles.

Desde muy antiguo existe la costumbre de realizar el día de la virgen una procesión rezando el rosario (cinco misterios dolorosos y letanía).
En 1918 con el fin de embellecer esta procesión, la cofradía mandó fabricar un conjunto de faroles al taller zaragozano de Rogelio Quintana, que sería sufragado por suscripción popular. 
Este rosario forjado artesanalmente con cristales trabajados en colores, estaño, molduras decorativas y latón, está compuesto por 126 faroles grandes y 9 carrozas. El desfile procesional lo cierra la carroza trono de la virgen, adquirida en 2002 (coincidiendo con el 450 aniversario de la cofradía). En la primera década del siglo XXI se adquirió un misterio infantil además de pequeños farolillos de mano.
Los faroles iluminados con velas hasta la década de 1990, cuando pasó a usar bombillas alimentadas con pilas, acompañan a ocho carrozas y al trono de la virgen, Con repliques de campanas, parten de la basílica a las 20:30 horas, hasta la plaza de la paz, donde con tan solo la luz de los faroles se entona el himno a la Virgen de la Vega, para continuar de vuelta a la basílica.
El 29 de abril de 1999 fue declarada Fiesta de Interés Turístico Regional. Es la tercera procesión de este tipo más antigua de España, tras la de Zaragoza y Vitoria.

## Himno
¡Salve Virgen de la Vega!

¡Salve Patrona de Haro!

¡Salve Madre Milagrosa!

¡Salve Reina nuestro amparo!

Con creciente fe tu pueblo

con entusiasmo y fervor,

viene a tus pies y te ofrenda

homenaje de su amor.

No desdeñes ¡oh Virgen bendita!

a este pueblo que Tú has elegido,

tus milagros y tus bendiciones,

bondadosa siempre has concedido.

A la Virgen cantemos riojanos,

no decaiga nuestra devoción,

entonadla entusiastas un ¡Viva!

expresión de filial corazón.